# Armoiries de Munich
Les armoiries de Munich (Münchner Wappen) représentent un jeune moine vêtu de noir tenant un livre rouge. 
Il existe sous une forme similaire depuis le XIIIe siècle, bien qu'à certains moments de son histoire il n'ait pas du tout représenté la figure centrale du moine. Comme le nom allemand de Munich, München, est dérivé de Mönch signifiant moine, le moine dans ce cas est un symbole explicite (armes parlantes) qui représente la ville de Munich.
En bavarois, Munich s'appelle Minga. Minga ne signifie pas moine. Le nom de la ville provient du vieil allemand Munichen qui signifie chez les moines.
Apparaissant sur un document du 28 mai 1239, le plus ancien sceau de Munich représente un moine portant une capuche ouverte. Alors que tous les sceaux montrent le moine avec le livre dans une main et trois doigts tendus dans l'autre, le moine a légèrement varié, apparaissant de profil, puis plus tard, plein visage et tête nue. Au XIXe siècle, la figure était décrite comme jeune et est devenue connue sous le nom de Münchner Kindl (l'enfant munichois). Le blason dans sa forme actuelle a été créé en 1957 et est toujours un symbole important de la capitale de l'État bavarois.

## Le moine

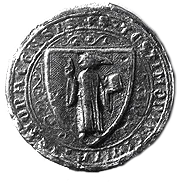
Petit sceau, 1304

Comme le nom allemand de Munich, München, signifie des moines, le moine dans ce cas est un symbole explicite qui représente la ville de Munich. La figure est représentée vêtue d'un coule noir orné d'une capuche noire et de chaussures rouges. La main droite est levée et la gauche porte un livre rouge.
La main droite ouverte du moine est interprétée comme un geste de serment ou un geste de bénédiction dans la tradition chrétienne. Le livre rouge dans la main gauche fait référence au livre du serment de la ville (conformément au geste de la main droite), ou au livre de droit municipal qui est délimité en rouge et qui est transmis depuis 1365. Une autre interprétation est qu'il s'agit d'un livre de l'Évangile.
Lorsque l'administration municipale de Munich a élaboré une constitution de son conseil, un sceau était nécessaire pour affirmer l'authenticité des documents du conseil municipal. Apparaissant sur un document du 28 mai 1239, le plus vieux sceau de Munich représente un moine portant une capuche ouverte. Alors que toutes les sceaux montrent le moine avec le livre dans une main et trois doigts tendus dans l'autre, le moine a légèrement varié, apparaissant de profil, puis plus tard, plein visage et tête nue. Le moine en tant que figure héraldique unique peut être trouvé sur un sceau datant de l'année 1304, et sur des drapeaux de la ville depuis le milieu du XIVe siècle. Les représentations colorées des armoiries de la ville datent du XVe siècle.

### Münchner Kindl
Au cours des quelques siècles jusqu'à la version actuelle de 1957, les armoiries ont subi des changements bien visibles. Alors que certaines représentations du XVe siècle montrent déjà une figure d'enfant au lieu du moine, le moine dans les représentations a commencé à perdre sa sérieuse disposition, avec des cheveux bouclés et un visage plus jeune. Au XVIIIe siècle et surtout au XIXe siècle, le moine était régulièrement remplacé par le Münchner Kindl, l'enfant munichois en bavarois, une référence à la figure documentée pour la première fois en 1727, bien qu'il ne soit pas clair quand il est apparu sur les armoiries pour la première fois et qui l'a instauré. La transformation a été provoquée par des artistes tels que des sculpteurs et des peintres ainsi que des graveurs sur cuivre et sceaux, par opposition à un ordre juridique.
Dans la seconde moitié du XIXe siècle, les artistes locaux ont également complété la figure avec des rajouts tels que des radis, des bretzels, des couronnes de laurier et des chopes à bière moussantes. Le symbole apparaît diversement dans de nombreux endroits tels que sur les couvercles de trou d'homme, les chopes de bière et le sommet de la tour de la mairie. Alors que le moine était clairement un homme, son sexe est devenu ambigu depuis qu'il a été désigné Kindl. Une interprétation est qu'il est tout simplement dépourvu de sexe, mais dans les années 1920, une inclination féminine est devenue apparente, et il est actuellement plutôt représenté comme une femme.

## Histoire
Les armoiries de Munich sont vérifiables à partir des sceaux de 1239 et 1268. Ces sceaux montrent un moine devant une porte, au-dessus de laquelle se trouve un aigle, se référant à l'évêque de Freising. La ville lui appartenait et cela provenait probablement de ses armoiries. À partir de 1313, la ville appartient aux ducs de Wittelsbach et l'aigle a été remplacé par un lion, symbole des Wittelsbach bavarois et palatins depuis le fief du duc Louis I de Bavière en 1214.

### Armoiries après ratification par Maximilien I
En 1808, le roi Maximilien Ier de Bavière accorda à la ville un emblème de la ville historiciste représentant un portail classique, au sommet duquel se trouve la couronne du roi. Un lion d'or est assis sur le seuil de la porte avec une épée dans une patte et un bouclier avec la lettre M dans l'autre. En tant que monarque éclairé, Maximilien voulait que le symbole de la ville montre sa culture et en même temps dissipe le stéréotype du Mönchsbarbarei, la barbarie des moines. Cependant, le municipalité a refusé l'élimination complète de la référence historique au moine et ainsi en 1818 le M a été remplacé par le moine. 

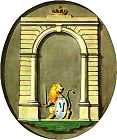
1808-1818
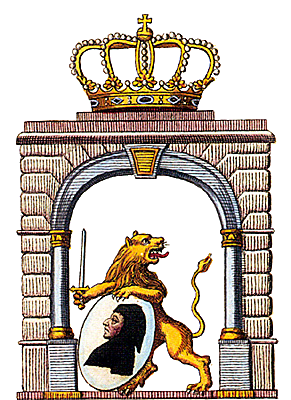
1818-1835

### Armoiries après ratification par Louis I
En 1834, le roi Louis Ier remit à la ville ses anciennes armoiries sous forme de petits et grands écussons. Ceux-ci incarnaient le petit sceau de 1304 et le grand de 1323. Les armoiries de 1835 avaient un fond bleu, bien que cela ait ensuite été corrigé en argent sous Louis II en 1865. Le fond était rarement changé. Une exception, cependant, fut l'utilisation de l'or comme fond au XVIe siècle. 

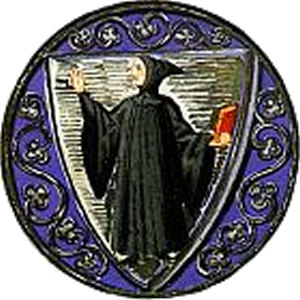
1835-1865 Petites armoiries
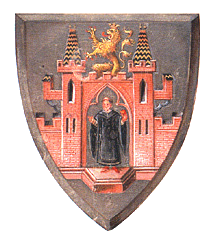
1865–1936 1949-1957 Grand blason
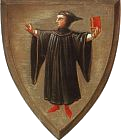
1865–1936 1949-1957 Petites armoiries

### Armoiries sous le Troisième Reich
De 1936 à 1945, le lion fut à nouveau remplacé par un aigle, mais cette fois celui du parti nazi, le Reichsadler. Considérée comme la Hauptstadt der Bewegung (capitale du mouvement), Munich était une place importante en termes d'idéologie nazie. La ville abritait le siège du NSDAP, le lieu du Putsch de la Brasserie et a également vu la création de Dachau, le premier camp de concentration nazi. Les plans d'après-guerre ne furent poursuivis qu'en 1949. 

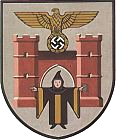
1936-1945

### Nouvelles armoiries
Un petit et un grand blason ont existé de 1949 à 1957 d'après leurs représentations antérieures à 1936. En 1957, les armoiries de la ville, grandes et petites, ont été réorganisées par le designer Eduard Ege. Dans le même temps, le conseil municipal a décidé le 17 décembre 1957 que le grand n'était plus à usage officiel mais uniquement à des fins représentatives particulières. 

1957 à aujourd'hui, grandes armoiries version uniquement utilisée pour des occasions spéciales.
1957 à aujourd'hui, petit blason, version officiellement utilisée.